# غريغ ستون
غريغ ستون (بالإنجليزية: Greg Stone)‏ هو مغني وممثل أسترالي، ولد في 23 يونيو 1961 في أستراليا.

## وصلات خارجية
- غريغ ستون على موقع IMDb (الإنجليزية)
- غريغ ستون على موقع قاعدة بيانات الفيلم (الإنجليزية)